# Таскакли
Таскакли́ (рос. Таскаклы, башк. Таҫҡаҡлы) — село у складі Чекмагушівського району Башкортостану, Росія. Входить до складу Тузлукушевської сільської ради.
Населення — 154 особи (2010; 212 у 2002).
Національний склад:
- татари — 65 %
- башкири — 35 %